# Pays des Landes de Gascogne
Vous êtes invité à donner votre avis sur cette page de discussion, de manière argumentée en vous aidant notamment des critères d’admissibilité ou en présentant des sources extérieures et sérieuses.  
Après avoir apposé le modèle {{Admissibilité}} sur une page, suivez les étapes expliquées sur Wikipédia:Débat d'admissibilité/Aide :
| 1. | Créez la page de débat d'admissibilité.                                                                      | Sauvegardez d’abord la page pour l’initialiser puis indiquez votre motivation.                     |
| 2. | Important : ajoutez une entrée dans la section Débat d'admissibilité du jour.                                | Utilisez ce texte : *{{L\|Pays des Landes de Gascogne}}                                            |
| 3. | Pensez à informer les contributeurs principaux de la page et les projets associés lorsque cela est possible. | Utilisez ce texte : {{subst:Avertissement débat d'admissibilité\|Pays des Landes de Gascogne}}~~~~ |

Le Pays des Landes de Gascogne est une structure administrative d'aménagement territorial française située dans les départements de la Gironde et des Landes, en région Nouvelle-Aquitaine.

## Historique
Héritier du Comité Économique des Landes de Gascogne (C.E.LA.G) créé en 1973 sous l'impulsion du conseiller régional d'Aquitaine Roger Duroure et qui élabore, en 1977, un « Schéma d’aménagement de la Haute Lande », puis de l'Association Interdépartementale pour la Revitalisation, l'Industrialisation et l'Aménagement de la haute Lande (AIRIAL) qui rassemble, en 1980, 14 cantons (huit des Landes, quatre de Gironde et deux de Lot-et-Garonne) aux fins de coordonner les initiatives destinées à revitaliser l'économie et la démographie de la Haute Lande, le groupement d'intérêt public (GIP) du Pays des Landes de Gascogne est né, en 2004, dans la « démarche » de Pays créée par la loi Voynet de juin 1999. Le 28 octobre 2004, est signé à Labrit le premier contrat de Pays engageant l'État, la Région et le Pays des Landes de Gascogne sur des actions et des financements entre 2004 et 2006.
Quelques évolutions de périmètre et de structures ont eu lieu depuis :
- au 1er janvier 2013, la communauté de communes du Gabardan et la communauté de communes du Pays de Roquefort ont été fusionnées dans la communauté de communes des Landes d'Armagnac.
- au 1er janvier 2014, la communauté de communes du Pays paroupian et la communauté de communes du canton de Villandraut ont été fusionnées dans la communauté de communes du Sud Gironde mais sont restées membres du Pays en tant que cantons.
- au 1er janvier 2014, la communauté de communes de Captieux-Grignols et la communauté de communes du Bazadais ont été fusionnées dans une communauté de communes qui a conservé le nom de cette dernière.

## Communes membres
Le pays regroupe sept communautés de communes actuelles et deux anciennes communautés :
| Nom                                                              | Nb communes | Population 2011 (hab.) | Superficie (km²) |
| ---------------------------------------------------------------- | ----------- | ---------------------- | ---------------- |
| Communauté de communes du Bazadais                               | 30          | 15 217                 | 597,23           |
| Canton de Saint-Symphorien (ancienne CC du Pays paroupian)       | 7           | 5 093                  | 328,18           |
| Canton de Villandraut (ancienne CC du canton de Villandraut)     | 8           | 4 830                  | 306,02           |
| Communauté de communes de la Haute Lande                         | 7           | 5 814                  | 588,39           |
| Communauté de communes des Landes d'Armagnac                     | 27          | 10 679                 | 1 063,95         |
| Communauté de communes du Pays d'Albret                          | 13          | 5 422                  | 795,76           |
| Communauté de communes du canton de Pissos                       | 6           | 3 720                  | 402,22           |
| Communauté de communes du Pays de Villeneuve en Armagnac Landais | 12          | 6 040                  | 214,01           |
| Communauté de communes du Pays Morcenais                         | 9           | 9 455                  | 518,08           |
| Totaux                                                           | 119         | 66 245                 | 4 813,84         |

## Administration
L'assemblée générale du Pays est composée de 79 personnes (59 titulaires et 20 suppléants) répartis ainsi :
- deux membres du Conseil régional d'Aquitaine,
- deux représentants du Parc naturel régional des Landes de Gascogne,
- huit membres du Conseil général des Landes dont le président de l'assemblée du Pays,
- huit membres du Conseil de développement,
- 59 membres des communautés de communes adhérentes (dont 20 suppléants) répartis en 35 pour les communautés landaises et 24 pour les communautés girondines.

| Période                                  | Période  | Identité           | Étiquette | Qualité                                                                                  |
| ---------------------------------------- | -------- | ------------------ | --------- | ---------------------------------------------------------------------------------------- |
| ?                                        | En cours | Dominique Coutière | PS        | Maire de Labrit (2001-), conseiller général (1998-), président de la CC du Pays d'Albret |
| Les données manquantes sont à compléter. |          |                    |           |                                                                                          |